# Bas Nijhuis
Bas Nijhuis (Enschede, 1977. január 12. –) holland nemzetközi labdarúgó-játékvezető.

## Pályafutása
.

### Nemzeti játékvezetés
A játékvezetésből 1992-ben vizsgázott, 2005-ben lett a Premier League játékvezetője. Első ligás mérkőzéseinek száma: 186 (2013 vége).

### Nemzetközi játékvezetés
A Holland labdarúgó-szövetség (KNVB) Játékvezető Bizottsága (JB) terjesztette fel nemzetközi játékvezetőnek, a Nemzetközi Labdarúgó-szövetség (FIFA) 2006-tól tartotta nyilván bírói keretében. Több nemzetek közötti válogatott és klubmérkőzést vezetett, vagy működő társának 4. bíróként segített. FIFA JB besorolás szerint első kategóriás bíró. A holland nemzetközi játékvezetők rangsorában, a világbajnokság-Európa-bajnokság sorrendjében többedmagával a 13. helyet foglalja el 6 találkozó szolgálatával. Válogatott mérkőzéseinek száma: 14 (2013).

#### Világbajnokság

##### U17-es labdarúgó-világbajnokság
Mexikó rendezte a 2011-es U17-es labdarúgó-világbajnokságot, ahol a FIFA JB bíróként foglalkoztatta.
| Időpont          | Helyszín                                   | Mérkőzés típusa              | Mérkőzés            | Eredmény | Nézők száma |
| ---------------- | ------------------------------------------ | ---------------------------- | ------------------- | -------- | ----------- |
| 2011. június 20. | Estadio Corregidora, Santiago de Querétaro | csoportmérkőzés (E. csoport) | Burkina Faso–Panama | 0 – 1    | 25 167      |
| 2011. június 25. | Estadio Hidalgo, Pachuca                   | csoportmérkőzés (D. csoport) | Amerika–Új-Zéland   | 0 – 0    | 8556        |

---
A világbajnoki döntőhöz vezető úton Dél-Afrikába a XIX., a 2010-es labdarúgó-világbajnokságra valamint Brazíliába a XX., a 2014-es labdarúgó-világbajnokságra a FIFA JB bíróként alkalmazta.

##### 2010-es labdarúgó-világbajnokság

###### Selejtező mérkőzés
| Időpont          | Helyszín                | Mérkőzés típusa           | Mérkőzés       | Eredmény | Nézők száma |
| ---------------- | ----------------------- | ------------------------- | -------------- | -------- | ----------- |
| 2009. június 10. | Wembley Stadion, London | előselejtező (6. csoport) | Anglia–Andorra | 6 – 0    | 57 897      |

##### 2014-es labdarúgó-világbajnokság

###### Selejtező mérkőzés
| Időpont             | Helyszín                            | Mérkőzés típusa           | Mérkőzés                       | Eredmény | Nézők száma |
| ------------------- | ----------------------------------- | ------------------------- | ------------------------------ | -------- | ----------- |
| 2012. október 16.   | Philip II Stadion, Szkopje          | előselejtező (A. csoport) | Macedónia–Szerbia              | 1 – 0    | 26 181      |
| 2013. szeptember 10 | Hrazdan Stadion, Jereván            | előselejtező (B. csoport) | Örményország–Dánia             | 0 – 1    | 23 000      |
| 2013. október 11.   | IberostarStadion, Palma de Mallorca | előselejtező (I. csoport) | Spanyolország–Fehéroroszország | 2 – 1    | 22 900      |

#### Európa-bajnokság

##### U19-es labdarúgó-Európa-bajnokság
Ukrajna rendezte a 2009-es U19-es labdarúgó-Európa-bajnokságot, ahol a FIFA/UEFA JB játékvezetőként alkalmazta.
| Időpont          | Helyszín                   | Mérkőzés típusa              | Mérkőzés             | Eredmény |
| ---------------- | -------------------------- | ---------------------------- | -------------------- | -------- |
| 2009. július 24. | RSZK Olimpijszkij, Doneck  | csoportmérkőzés (A. csoport) | Ukrajna–Anglia       | 2 – 2    |
| 2009. július 27. | Zapadnyi Stadion, Mariupol | csoportmérkőzés (B. csoport) | Szerbia–Törökország  | 1 – 0    |
| 2009. július 30. | RSZK Olimpijszkij, Doneck  | egyik elődöntő               | Anglia–Franciaország | 3 – 1    |

---
Az európai labdarúgó torna döntőjéhez vezető úton Ukrajnába és Lengyelországba a XIV., a 2012-es labdarúgó-Európa-bajnokságra az UEFA JB játékvezetőként foglalkoztatta.

##### 2012-es labdarúgó-Európa-bajnokság

###### Selejtező mérkőzés
| Időpont            | Helyszín                   | Mérkőzés típusa           | Mérkőzés           | Eredmény | Nézők száma |
| ------------------ | -------------------------- | ------------------------- | ------------------ | -------- | ----------- |
| 2011. március 298. | A. Le Coq Stadion, Tallinn | előselejtező (C. csoport) | Észtország–Szerbia | 1 – 1    | 5185        |
| 2011. október 7.   | Estádio do Dragão, Porto   | előselejtező (H. csoport) | Portugália–Izland  | 5 – 3    | 35 715      |

## Magyar vonatkozás
| Időpont            | Helyszín                       | Mérkőzés típusa             | Mérkőzés              | Eredmény | Nézők száma |
| ------------------ | ------------------------------ | --------------------------- | --------------------- | -------- | ----------- |
| 2010. november 17. | Sóstói Stadion, Székesfehérvár | felkészülési (855. csoport) | Magyarország–Litvánia | 2 – 0    | 3000        |